# Scapania schiffneri
Scapania schiffneri là một loài rêu trong họ Scapaniaceae. Loài này được Grolle mô tả khoa học đầu tiên năm 1965.
Danh pháp khoa học của loài này chưa được làm sáng tỏ. 